# Smrkovec (Březová)
Smrkovec (německy Schönficht) je zaniklá farní obec v severozápadní části Slavkovského lesa v okrese Sokolov v Karlovarském kraji. Ležela v nadmořské výšce okolo 700 m pod severozápadním svahem vrchu Kozák (747 m n. m.), přibližně 7 km severně od Kynžvartu a 9 km jižně od Březové.
Samostatnou obcí se stal Smrkovec roku 1877, český název dostal v roce 1947 počeštěním německého názvu Schönficht, který odpovídá původnímu pojmenování „krásný smrk“.
Smrkovec (Smrkovec u Březové) je také název katastrálního území o rozloze 5,51 km2.

## Historie
První písemná zmínka je z roku 1355, kde zde došlo k výměně kněze.
Další písemný zápis o obci se objevuje v roce 1370 v seznamu leuchtenberských lén, kde se uvádí, že v obci je 16 dvorů, zájezdní hospoda a jeden mlýn. V soupisu nothaftských lén z roku 1454 je uvedeno, že obec dříve patřila Bartu z Hertenberka (též z Hartenberka), majiteli dolů. Leuchtenberkové vlastnili obec do roku 1538, kdy byla převedena na Jindřicha, pána z Míšně. Od roku 1542 do roku 1547 vlastnil obec Jeroným Šlik. V té době došlo k rozmachu těžby stříbra, která zde probíhala již od počátku 16. století, pravděpodobně však již dříve.
Po potlačení odboje českých stavů byly Šlikům zabaveny horní revíry ve Slavkovském lese a Smrkovec přešel do královského majetku.
V roce 1550 byly obci uděleny horní svobody králem Ferdinandem I.
Listina Ferdinanda I. z roku 1550 hovoří o nově vzniklých dolech, ty však byly prokazatelně otevřeny Šliky již v roce 1545. Ze zdejšího stříbra byly raženy tolary. Kromě rud stříbra se v okolí Smrkovce těžil i vizmut a severně od vrchu Kozák omezeně cínová ruda a u Dolského mlýna jižně od obce železné rudy. Po roce 1620 za třicetileté války a odchodu horníků protestantského vyznání nastal ve Smrkovci výrazný úpadek dolování.
Následovalo období, kdy se majitelé obce často měnili. V roce 1720 vlastnil Smrkovec Kryštov Karel z Wildsteinu (dnešní Skalná), od roku 1756 do roku 1773 jezuitský řád v Chebu, který však byl císařem Josefem II. zrušen a majetek přešel pod c. a k. náboženský fond. V roce 1790 jej ve veřejné dražbě koupil hrabě František Jiří Karel Metternich.
V obci stával kostel svatého Václava ze 14. století, původně gotický, přestavěný v 16. století a radikálně v roce 1839.
V roce 1869 měla obec 731 obyvatel.
V letech 1905 až 1907 se zde dobývaly uranové rudy pro výrobu barviv na sklo.
Po první světové válce docházelo k poklesu obyvatel, při sčítání v roce 1921 měla obec 533 obyvatel, v roce 1939 jen 496 obyvatel.
V období druhé světové války zde sídlilo divizní komando wehrmachtu a menší speciální jednotka SS s báňskými odborníky. Ti se nejprve pokoušeli zjistit, v jakém stavu jsou šachty, zda je možná těžba rud. Později hledali důlní díla, kam by se daly ukrýt tajné materiály a nakradené věci. Očití svědci uváděli, že těsně před koncem války viděli, jak plně naložená těžká vojenská auta směřují ke starým štolám. Svědkové uvedli i to, že slyšeli dvě detonace. Následně se vozidla vracela prázdná. Ony výbuchy zřejmě znamenaly zničení vchodů do štol či šachet. Po válce se o skrýše zajímala státní bezpečnost, bylo vyslechnuto mnoho lidí, ale skrýše se nepodařilo nalézt.

## Zánik obce
Osud obce byl zpečetěn po skončení druhé světové války. Nejprve došlo k odsunu německého obyvatelstva, následovala snaha obec dosídlit. Proto zde došlo 1. června 1946 k otevření české školy. Sotva začalo osídlování, bylo rozhodnuto o vybudování vojenského výcvikového tábora v prostoru Slavkovského lesa.
Noví čeští obyvatelé se ještě nestačili usadit a už museli území opustit. Jejich odsun probíhal dokonce rychleji, než odsun původních německých obyvatel.
Na území obce byla vybudována pěchotní a dělostřelecká střelnice. V květnu 1949 se na zdejší střelnici odehrála drobná epizoda, která však předznamenala zánik celého vojenského prostoru. Major Trnka telegrafoval, že potkal na Smrkovci v době střeleb skupinu 20 mužů z Jáchymovských dolů, kteří zde chtěli pracovat. Pracovníci uranových dolů se ve vojenském prostoru chovali jako doma, nebrali ohled na nic, ani na svou bezpečnost. Situace se stávala neúnosnou. Uran nakonec zvítězil a vojenský újezd byl v roce 1954 zrušen.
Za dobu účinkování armády ve vojenském prostoru byla obec zcela zničena ostrou cvičnou střelbou dělostřelectva. Z obce zbyly jen rozpadlé ruiny, které při opouštění vojenského prostoru rozhrnuly vojenské buldozery.
V roce 1978 byla severně od zaniklé obce vybudována menší vojenská raketová základna, palebné stanoviště 12. protiraketového pluku Mariánské Lázně – Klimentov. Součástí byly i kasárny. Během reorganizace armády v roce 1993 byl pluk zrušen. Armáda území opustila a objekt bývalých kasáren pro 40 vojáků se pomalu rozpadá.
Zajímavostí je, že po názvu obce byl pojmenoval zcela nový minerál smrkovecit (anglicky Smrkovecite), opakovaně nalezený na konci 20. století na haldách opuštěných dolů ve Smrkovci, určený a popsaný v roce 1996.

## Obyvatelstvo
Při sčítání lidu v roce 1921 zde žilo 536 obyvatel, z toho tři Čechoslováci a 533 Němců. Všichni se hlásili k římskokatolické církvi.
| Rok            | 1869 | 1880 | 1890 | 1900 | 1910 | 1921 | 1930 | 1950 | 2011 |
| -------------- | ---- | ---- | ---- | ---- | ---- | ---- | ---- | ---- | ---- |
| Počet obyvatel | 731  | 702  | 663  | 609  | 575  | 536  | 562  | 0    | 0    |
| Počet domů     | 94   | 102  | 102  | 98   | 101  | 101  | 101  | 0    | 0    |

## Galerie

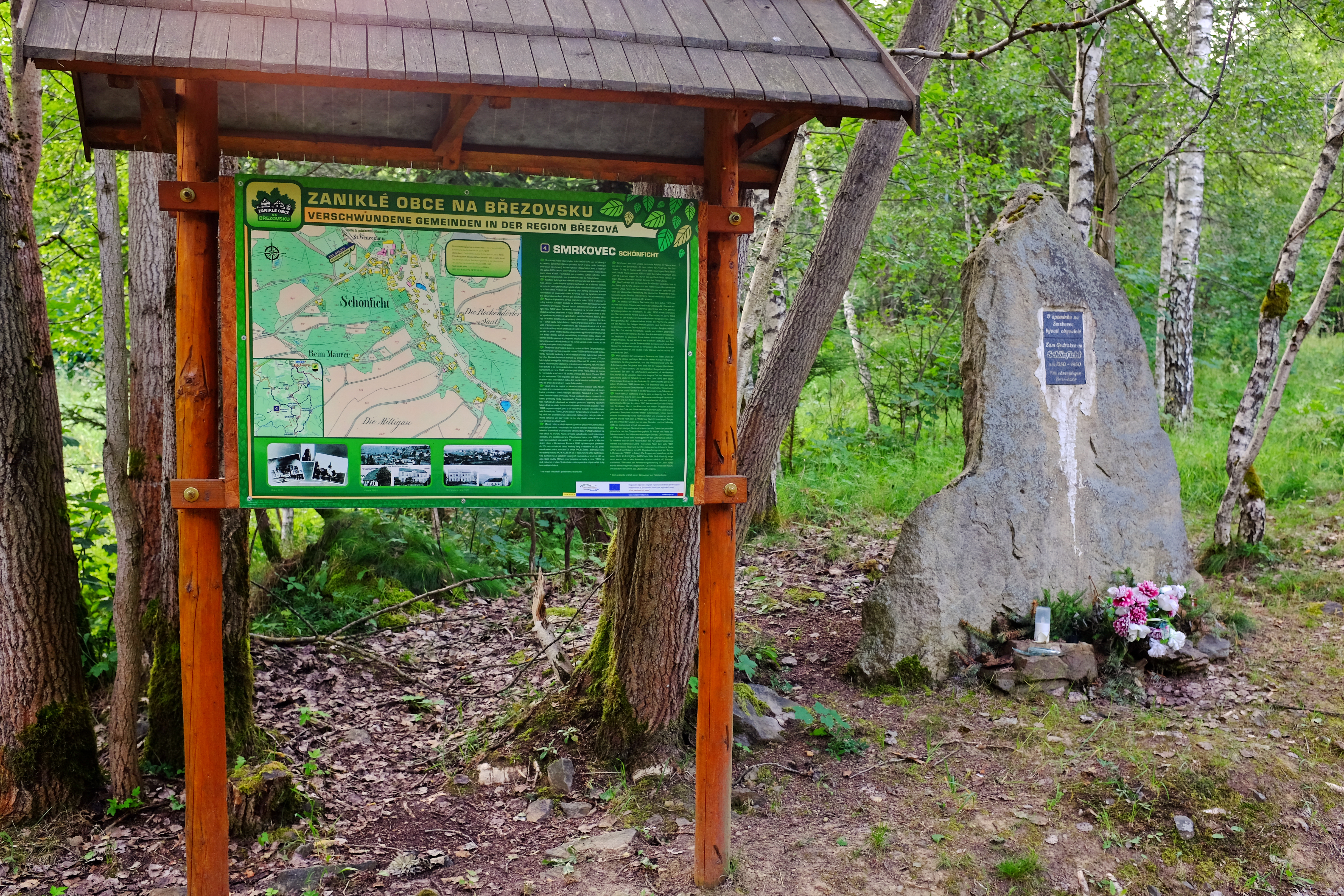
Infopanel a pomník zaniklé obce
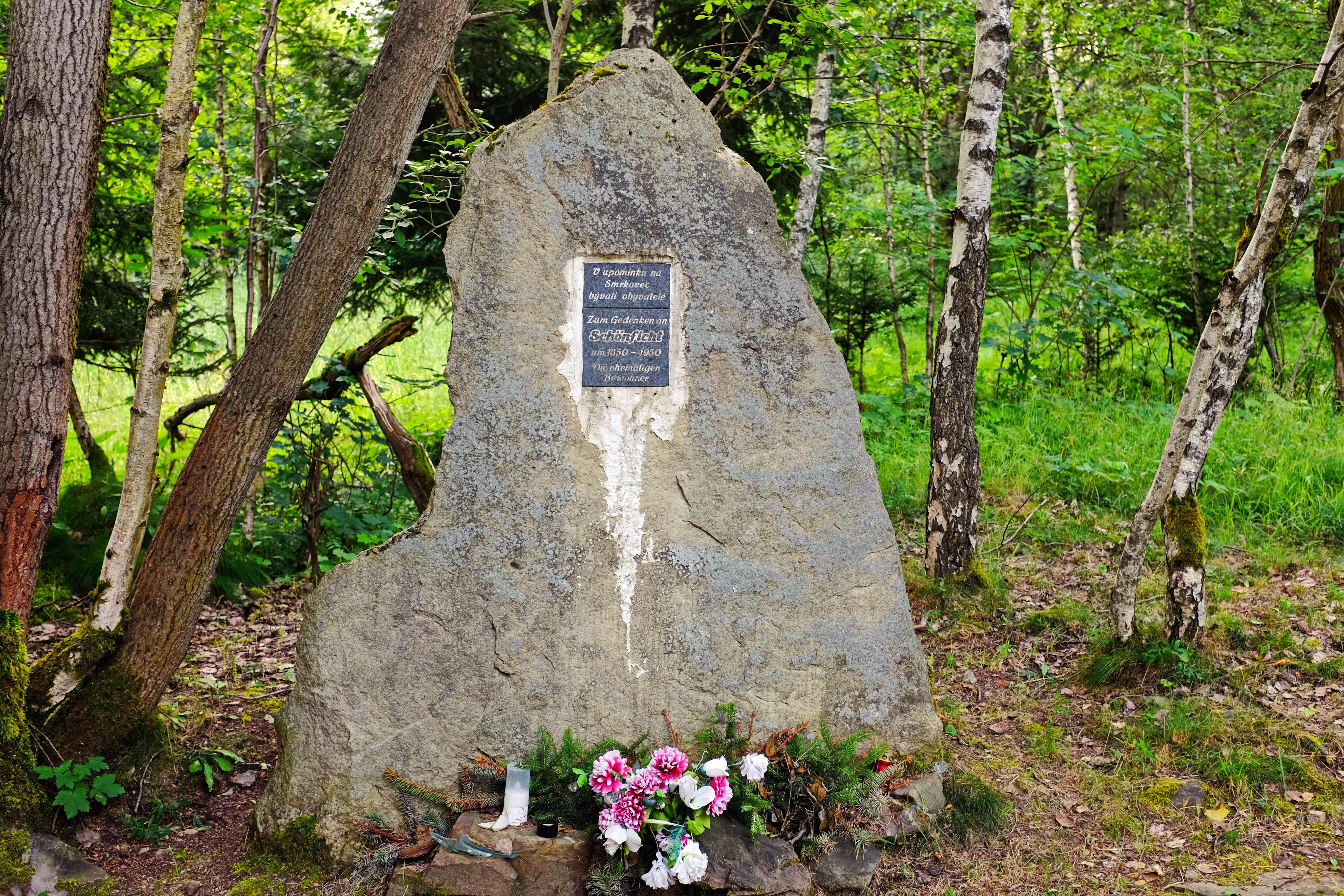
Pomník zaniklé obce
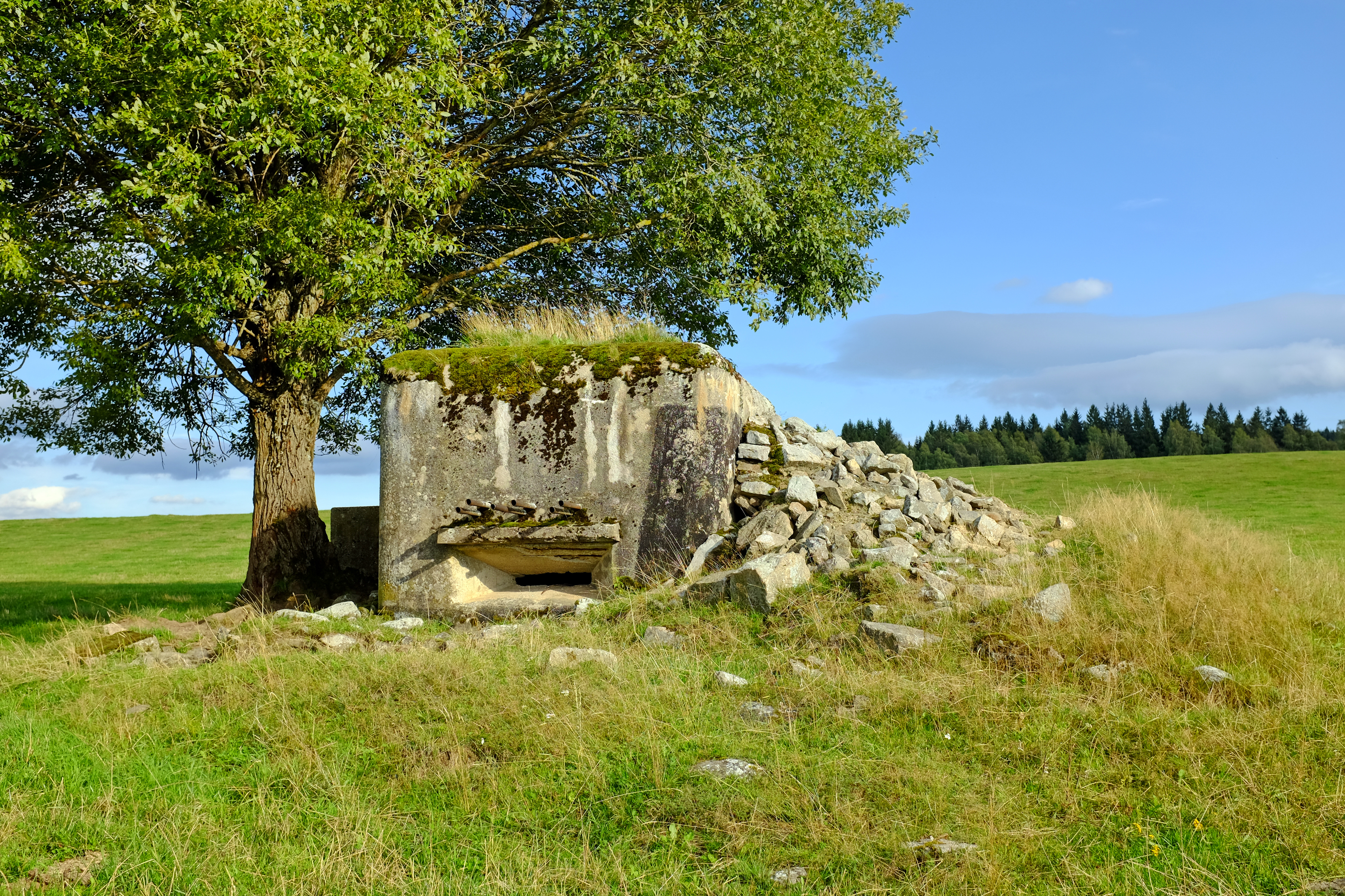
Pozorovací objekt pro ostré střelby
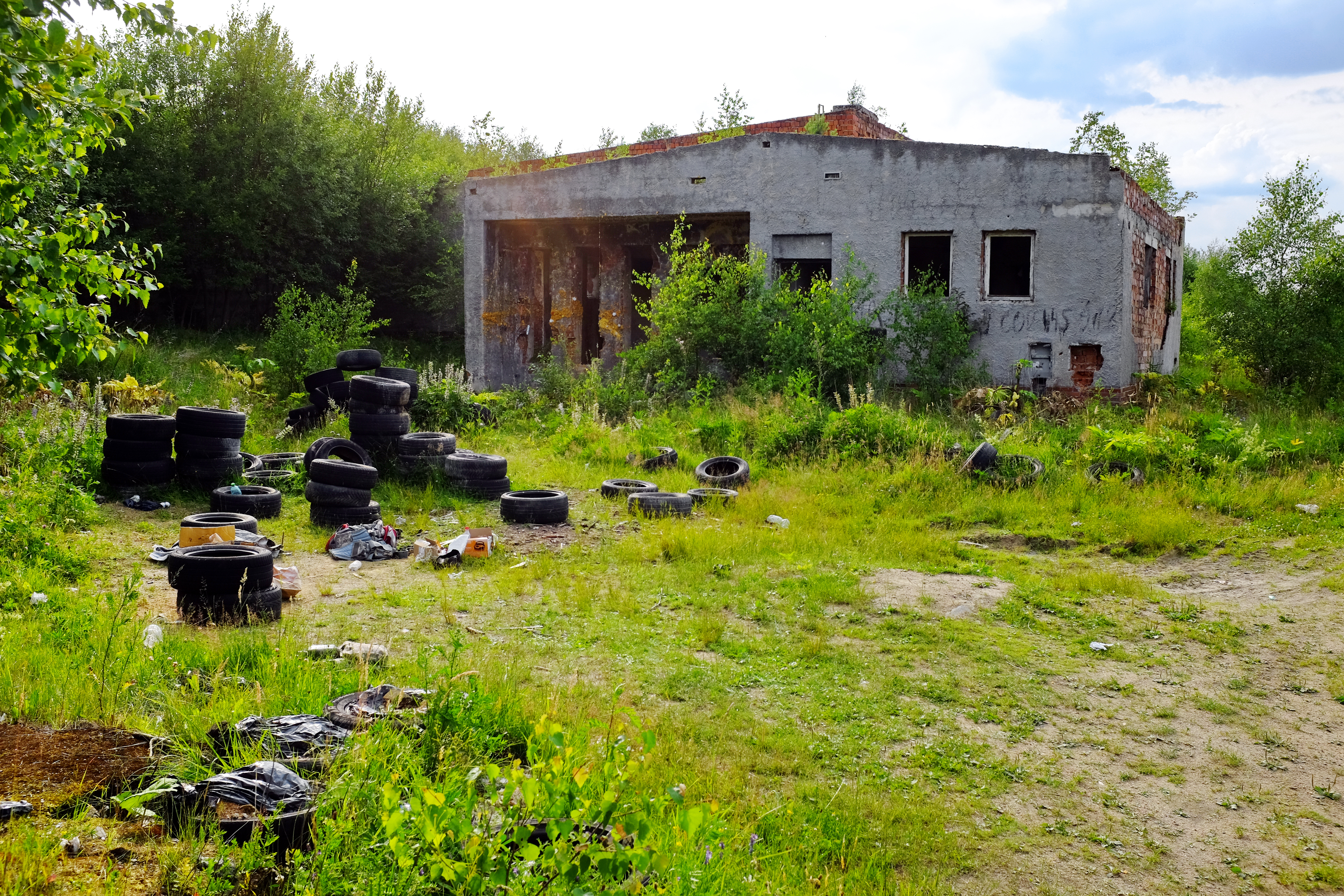
Kasárny protiletadlové jednotky
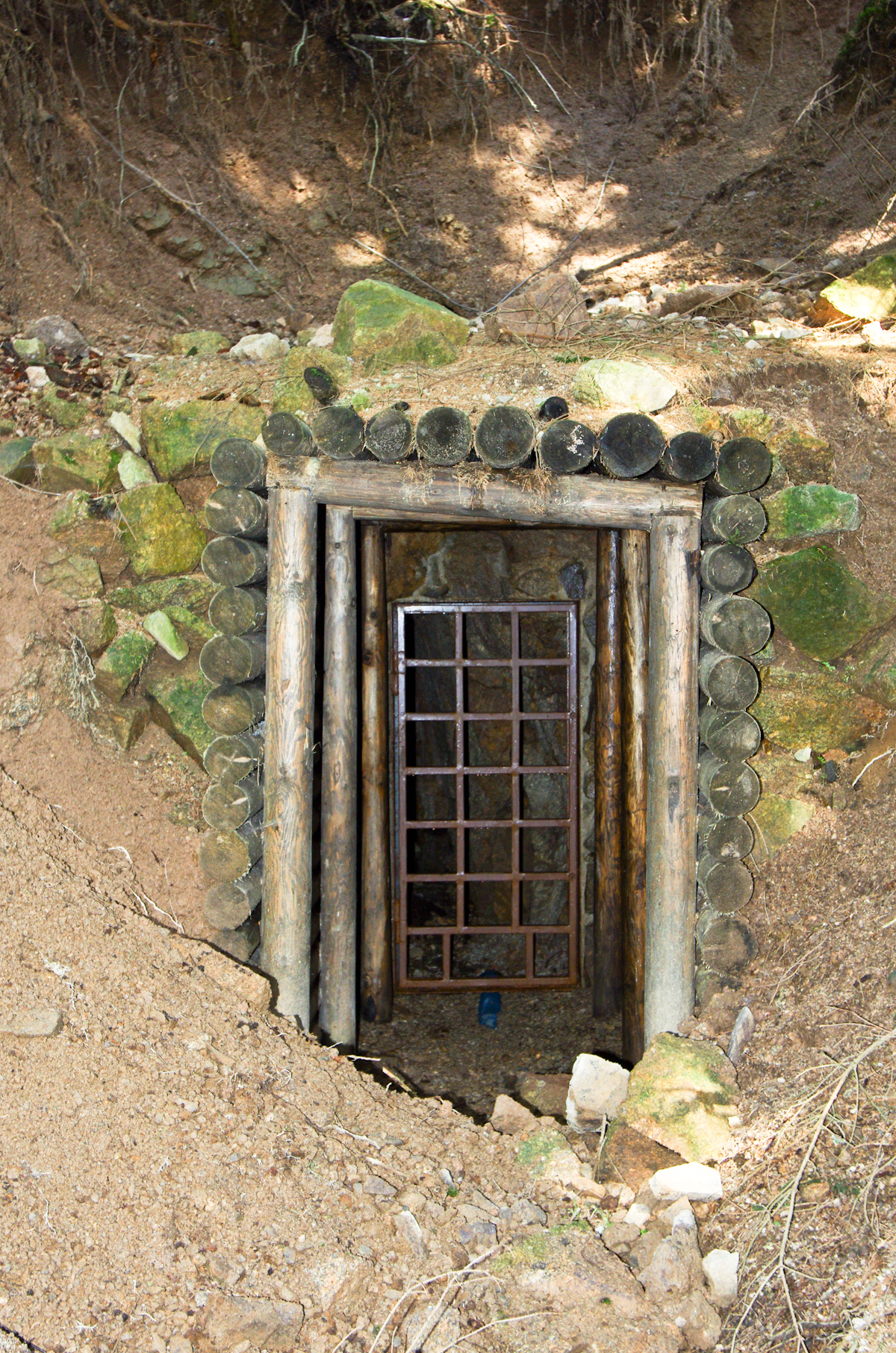
Ústí štoly faráře Plössla
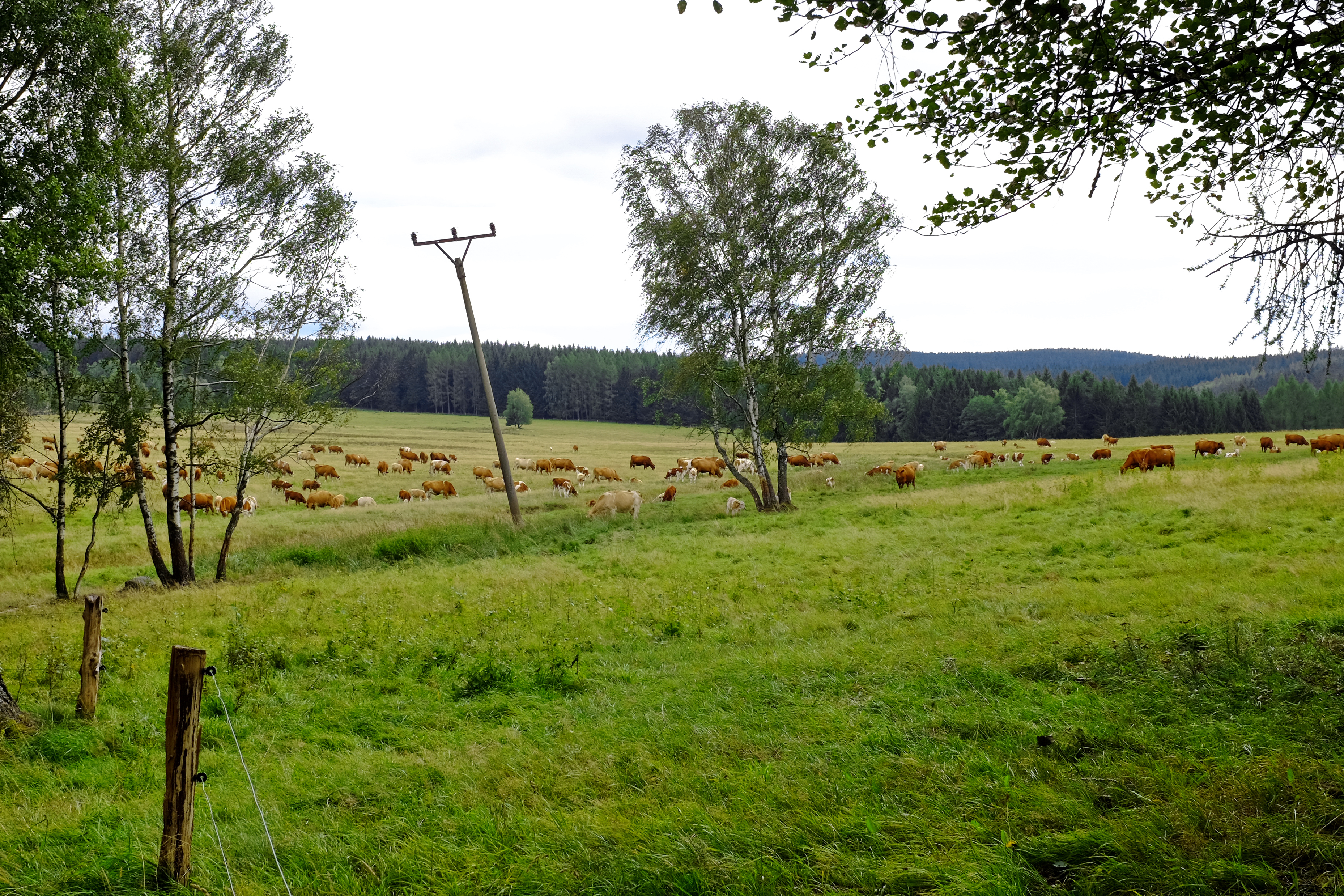
Pastviny na místě zaniklé obce
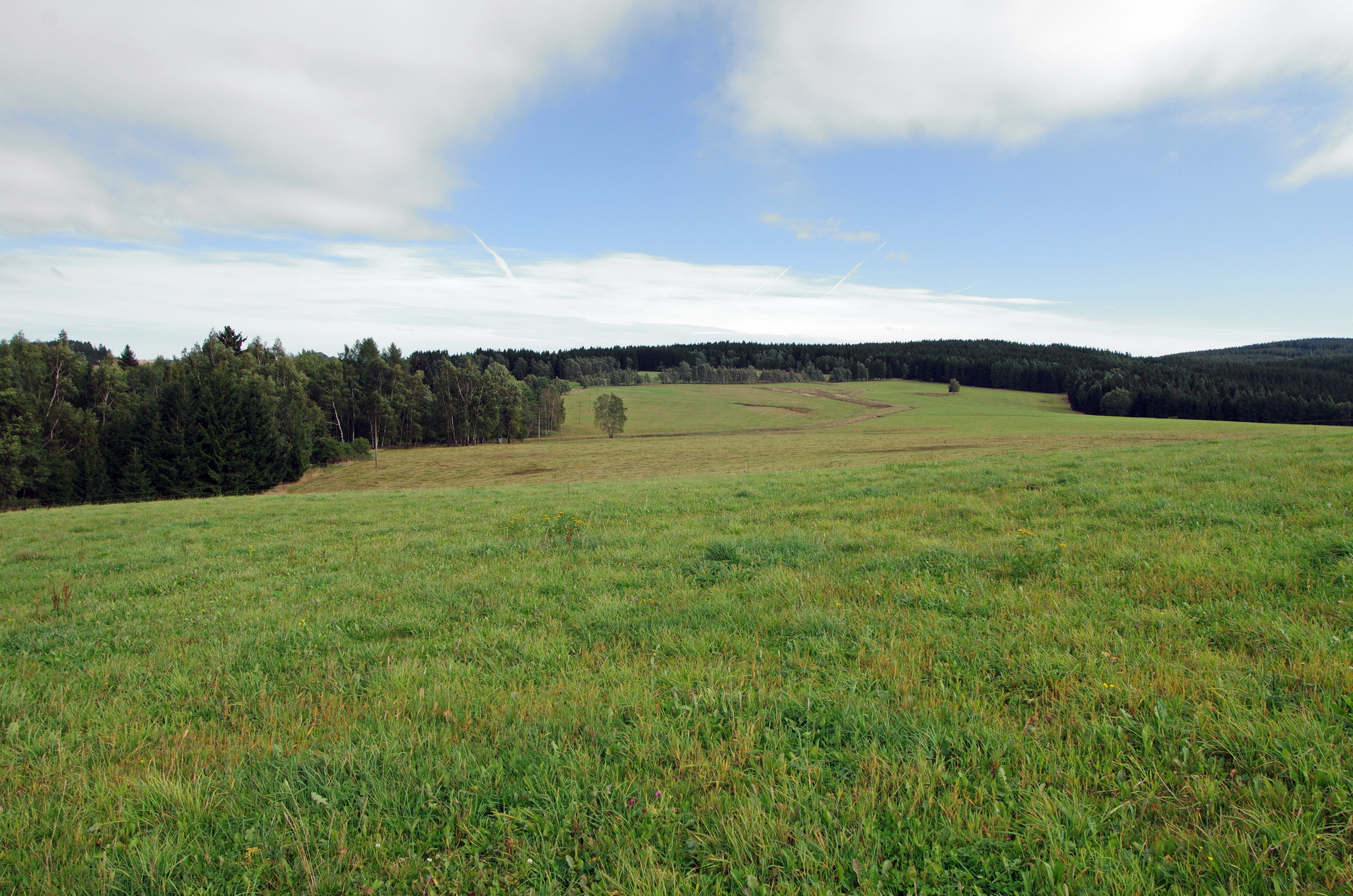
Pohled na místo zaniklé obce z vrchu Kozák
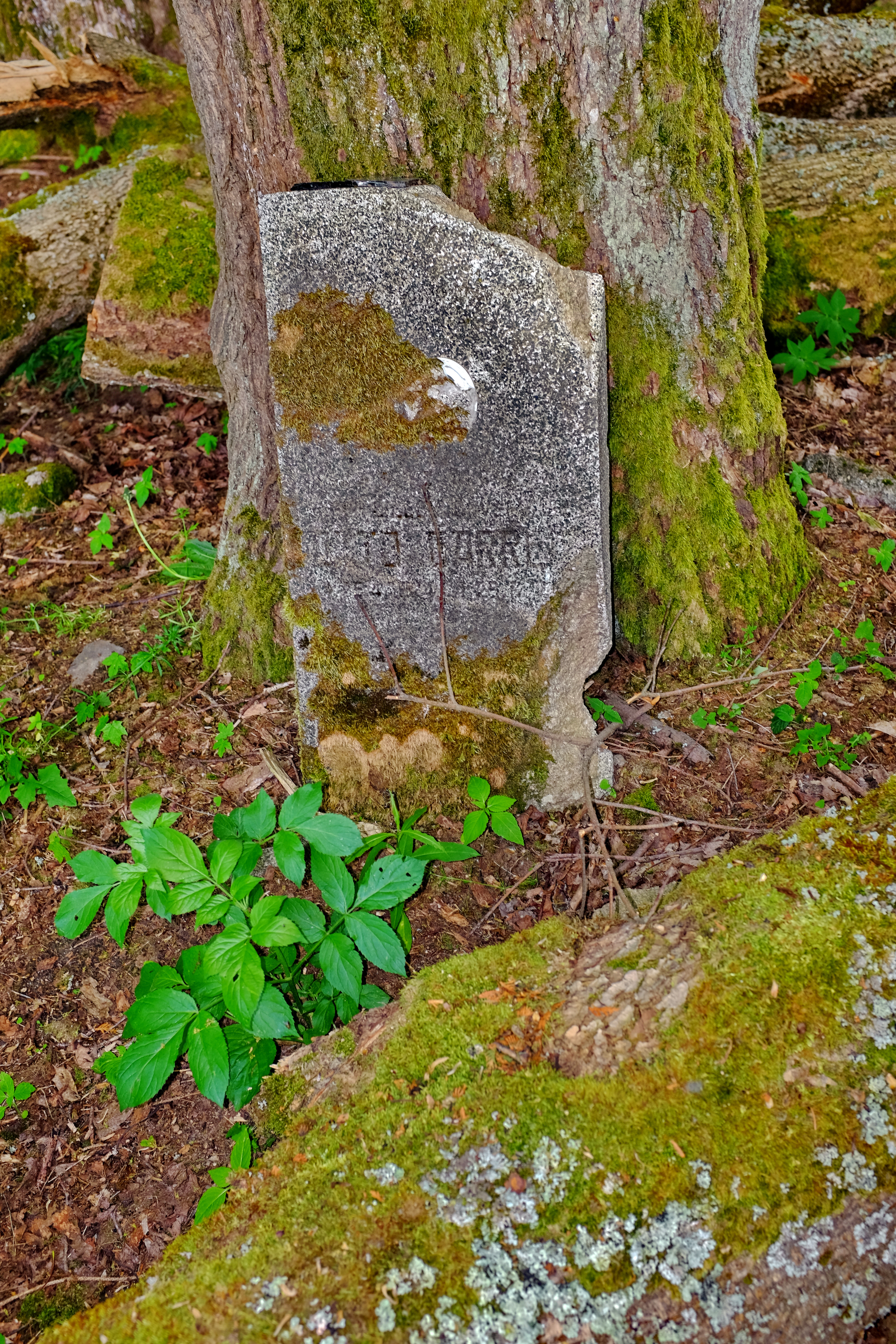
Pozůstatky zaniklého hřbitova